# Karin Heger
Karin Heger (* 6. März 1953) ist eine deutsche Juristin. Sie war von 2000 bis 2018 Richterin am Bundesfinanzhof, seit 2012 Vorsitzende Richterin.

## Leben und Wirken
Heger ging nach Abschluss ihrer juristischen Ausbildung 1981 in die rheinland-pfälzische Finanzverwaltung. 1987 wechselte sie als Richterin an das Landgericht Kaiserslautern und 1990 an das Finanzgericht Rheinland-Pfalz. Von 1994 bis 1997 folgte eine Abordnung als wissenschaftliche Mitarbeiterin an das Bundesverfassungsgericht. Anschließend kehrte sie zum Finanzgericht zurück und war dort als Vorsitzende eines Senats tätig.
Nach ihrer Ernennung zur Richterin am Bundesfinanzhof im September 2000 wies das Präsidium Heger dem für Ertragsteuern und Investitionszulage zuständigen III. Senat zu. 2005 wechselte sie in den I. Senat, der für Körperschaftssteuer zuständig ist. Mit ihrer Ernennung zur Vorsitzenden Richterin übernahm Heger im April 2012 den Vorsitz des VI. (Lohnsteuer-)Senats. Sie war zudem Mitglied im Großen Senat. Am 31. Oktober 2018 trat Heger in den Ruhestand.